# +3DOS
PLUS3DOS ou +3DOS é um sistema operativo de disco para os computadores de 8 bits Sinclair ZX Spectrum de Amstrad, desenvolvido pela Locomotive Software Seu nome prove/provem da primeira das máquinas que foi comercializada com este sistema, o  ZX Spectrum 128 +3, sendo a contracção de +3 Disc Operating System.

## Características
Influído fortemente pelo AMSDOS, foi lançado em 1987 incluído de série nas ROMs dos ZX Spectrum +3 e ZX Spectrum +2A, e dos posteriores ZX Spectrum +3B e ZX Spectrum +2B. O +3DOS era acessível por médio do Sinclair BASIC incorporado no computador bem como também através de rotinas do firmware. Sua função principal era mapear as rotinas de acesso à unidade de disco (que estava incorporada nos modelos +3). O sistema está contido no telefonema ROM 2 do computador, ocupando tão só 16KB.
Suas características iniciais eram:

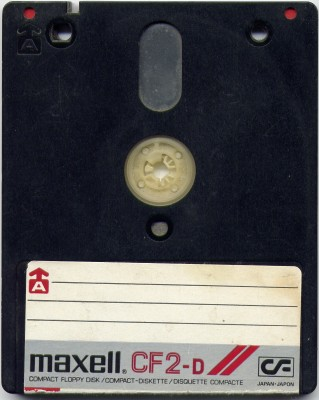
Disquete de 3 polegadas, de uso habitual nos computadores Sinclair ZX Spectrum +3.

- Suporte para duas unidades de disco e o Disco RAM virtual.
- Compatibilidade com o sistema de arquivos do sistema operativo CP/M Plus e CP/M 2.2.
- 16 ficheiros abertos ao mesmo tempo.
- Leitura e escritura de arquivos na memória RAM paginada.
- Apagado, renomeado e mudança de atributos dos arquivos.
- Sistema de disco de arranque.
- Tamanho máximo teórico de um ficheiro: 8 megabytes.
- Tamanho máximo teórico de uma unidade de disco: 8 megabytes.
- Não permite o uso de diretórios.

Conquanto a disquetera que incorporava o +3 (de 3 polegadas) só podia trabalhar com 180KB pela cada cara do disco, se lhe podia ligar uma segunda disquetera de 3½ e, ao ser compatível o +3DOS com o formato dos discos do Amstrad PCW e Amstrad CPC 6128, trabalhar com discos de 720KB. A produção do modelo ZX Spectrum 128 +3 cessou em dezembro de 1990, mantendo-se o +3DOS no resto dos modelos. Em 1992 Amstrad deixou de dar manutenção ao sistema operativo, do que só apareceram as versões 1.0 e 1.1, ao retirar todos os modelos Amstrad Sinclair ZX Spectrum do mercado, se desenvolvendo não obstante para a máquina anteriormente diferentes interfaces de disco duro e CompactFlash, dando lugar a partir de revisões e melhoras do +3DOS ao sistema operativo +3e, versão não oficial do anterior.

## Comandos
Os comandos para operar com o disco em +3DOS estavam integrados no intérprete de Sinclair BASIC incluído na ROM das máquinas. Sua sintaxe era similar à de sistemas operativos de disco para o ZX Spectrum anteriores, como o TR-DOS ou o GDOS. Entre os comandos, encontram-se: SAVE, LOAD, MERGE, ERASE, CAT, FORMAT, MOVE e COPY.